# 三村勇飛丸
三村 勇飛丸（みむら ゆうひまる、1989年2月27日 - ）は、日本の元ラグビー選手。

## プロフィール
- 栃木県足利市出身[1]。
- 現役時代のポジションはフランカー(FL)。
- 身長 178cm、体重 95kg
- ニックネームはゆうひ。
- 妻は杉岡沙絵子。
- 日本代表キャップは2。（2016年11月現在）
- 目標とする人物は竹山浩史（現・キヤノンイーグルス）。

## 来歴
中学時代、野球部に所属してラグビーは高校入学後に始めた。
2007年、佐野高校卒業後、明治大学に入る。
2011年、明治大学卒業後、ヤマハ発動機ジュビロ(現・静岡ブルーレヴズ)に加入。同年10月29日に行われたジャパンラグビートップリーグ第1節のNTTコミュニケーションズシャイニングアークス戦に先発出場で公式戦初出場を果たす。
2013年、ヤマハ発動機ジュビロの主将に就任した。
2016年11月5日に行われたリポビタンDチャレンジカップ2016アルゼンチン戦にて先発出場で日本代表初キャップを獲得し、同年12月にはスーパーラグビーサンウルブズの2017年スコッドに入った。
2023年、現役を引退した。